# 福爾凱德冰川
62°13′S 58°40′W / 62.217°S 58.667°W
福爾凱德冰川（Fourcade Glacier），是南極洲的冰川，位於南設得蘭群島的喬治王島，處於馬克斯韋爾灣的波特灣，在1980年由波蘭探險隊命名，現時由南極條約體系管理。